# Montañas Belknap
 Las montañas Belknap son una pequeña cadena montañosa en la región de los Lagos de New Hampshire en los Estados Unidos. La cordillera se encuentra en los pueblos de Gilford, Gilmanton y Alton en el condado de Belknap. El pico más alto, la montaña Belknap, con una elevación de 726 m sobre el nivel del mar, es el punto más alto del condado de Belknap. El Bosque Estatal de la Montaña de Belknap cubre la parte central de la cordillera, incluyendo la cumbre y las laderas de la Montaña de Belknap. 
La cordillera se extiende por aproximadamente 13 km en un arco que comienza en la ruta 11A de New Hampshire en Gilford y corre hacia el sur, luego se curva hacia el este a través del extremo norte de Gilmanton, antes de terminar en el pueblo de Alton, donde tiene vista a la bahía de Alton del lago Winnipesaukee. 
Las cumbres nombradas en la cordillera, de noroeste a sureste, son el Monte Rowe (520 m), la Montaña Gunstock  680 m), la Montaña Belknap, la Montaña Straightback (580 m), y el Monte Major (544 m). Un cúmulo de varias cumbres nombradas extraoficialmente con elevaciones que van desde 550 a 610 m están en la cresta principal de la cordillera entre la Montaña Belknap y la Montaña Straightback, rodeando al Estanque Redondo, que a su vez se encuentra cerca de la cresta de la cordillera a 504 m  sobre el nivel del mar. Una cresta secundaria se extiende al suroeste desde la Montaña Belknap hasta la línea Gilford/Gilmanton, conteniendo, de norte a sur, las cumbres de la Montaña Piper (623 m) y la Montaña Whiteface (510 m).
La cordillera está completamente en la cuenca del río Merrimack. El lado noreste de la cordillera drena a través de varios pequeños arroyos al lago Winnipesaukee, cuya desembocadura es el río Winnipesaukee, que drena hacia el oeste para formar el Merrimack. El lado occidental de la cordillera drena por el río Gunstock hacia el lago Winnipesaukee, y el extremo sudoeste de la cordillera, cerca de la montaña Whiteface, drena hacia el oeste por el río Tioga hasta el río Winnipesaukee. El lado sur de la cordillera, incluyendo Round Pond, drena hacia el sur a través del río Suncook hasta el Merrimack. 
El monte Rowe y la Montaña Gunstock forman las laderas de la Estación de la Montaña Gunstock, una importante zona de esquí en el centro de New Hampshire. 